# Joel Sclavi
Joel Antonio Sclavi (Mar del Plata, 25 de junio de 1994) es un rugbista argentino que se desempeña como pilar y juega en el Stade Rochelais del francés Top 14. Es internacional con los Pumas desde 2022.

## Carrera
Empezó a jugar al rugby a la edad de quince años, después de ser descubierto por un profesor que destacó su imponente tamaño y se unió al Pueyrredón Rugby Club. Debutó en la primera en 2013 y a la edad de 18 años, jugó tres temporadas en la segunda división de la URMDP y en 2015 ganó el torneo regional pampeano. Por esa época, debido a que el rugby es aficionado en Argentina, trabajaba en una empresa instalando cámaras de seguridad.

### Europa
En 2015 decidió irse de Argentina y emigró a España. En su nuevo país se unió al club Gernika Rugby Taldea y jugó una temporada en la División de Honor.
En julio de 2016 se convirtió en profesional, cuando firmó un contrato prometedor con el Section Paloise del francés Top 14 y debutó contra el poderoso Stade Toulousain. Después de una temporada se fue al Soyaux Angoulême XV Charente, equipo de la segunda división (Rugby Pro D2), en condición de préstamo y allí jugó 39 partidos en dos temporadas.

### Jaguares
Tras ganarse una respetada notoriedad en Argentina, Gonzalo Quesada lo solicitó como refuerzo para los Jaguares y se unió para el Súper Rugby 2020. Jugó seis partidos con la franquicia, hasta que la temporada fue cancelada debido a la pandemia de Covid-19 y luego el equipo argentino fue eliminado de la liga.
No obstante, al año siguiente la franquicia compitió en la recién creada Súper Liga Americana de Rugby. Sclavi permaneció en el equipo, ganó con ellos la temporada 2021 y luego se iría al mejor equipo de Europa.

### La Rochelle
En 2021 regresó a Francia como refuerzo del Stade Rochelais, firmando un contrato de dos años, sometiéndose a una cirugía cervical para arreglar una vieja lesión y debutó en enero de 2022. Pese a ser suplente del emblemático Uini Atonio, con «La Rochelle» ganó la Copa de Campeones 2021-22 y la de 2022-23.

## Selección nacional
El australiano Michael Cheika lo seleccionó por vez primera a los Pumas, para disputar el Torneo de las Tres Naciones 2020 y no jugó ningún partido, debido a una lesión en el hombro. Regresó en las pruebas de mitad de año 2022 y finalmente debutó contra Escocia.
Jugó The Rugby Championship 2022 y fue titular en la histórica victoria de visitante frente a los All Blacks.
También participó en The Rugby Championship 2023.

### Participaciones en Copas del Mundo
Cheika lo convocó a Francia 2023 como suplente, detrás del titular Thomas Gallo. Ingresó contra la Rosa y fue titular ante Chile.
| Mundial                       | Sede    | Resultado    | PJ | Tries |
| ----------------------------- | ------- | ------------ | -- | ----- |
| Copa Mundial de Rugby de 2023 | Francia | Disputándose | 2  | 0     |